# US-ACAN

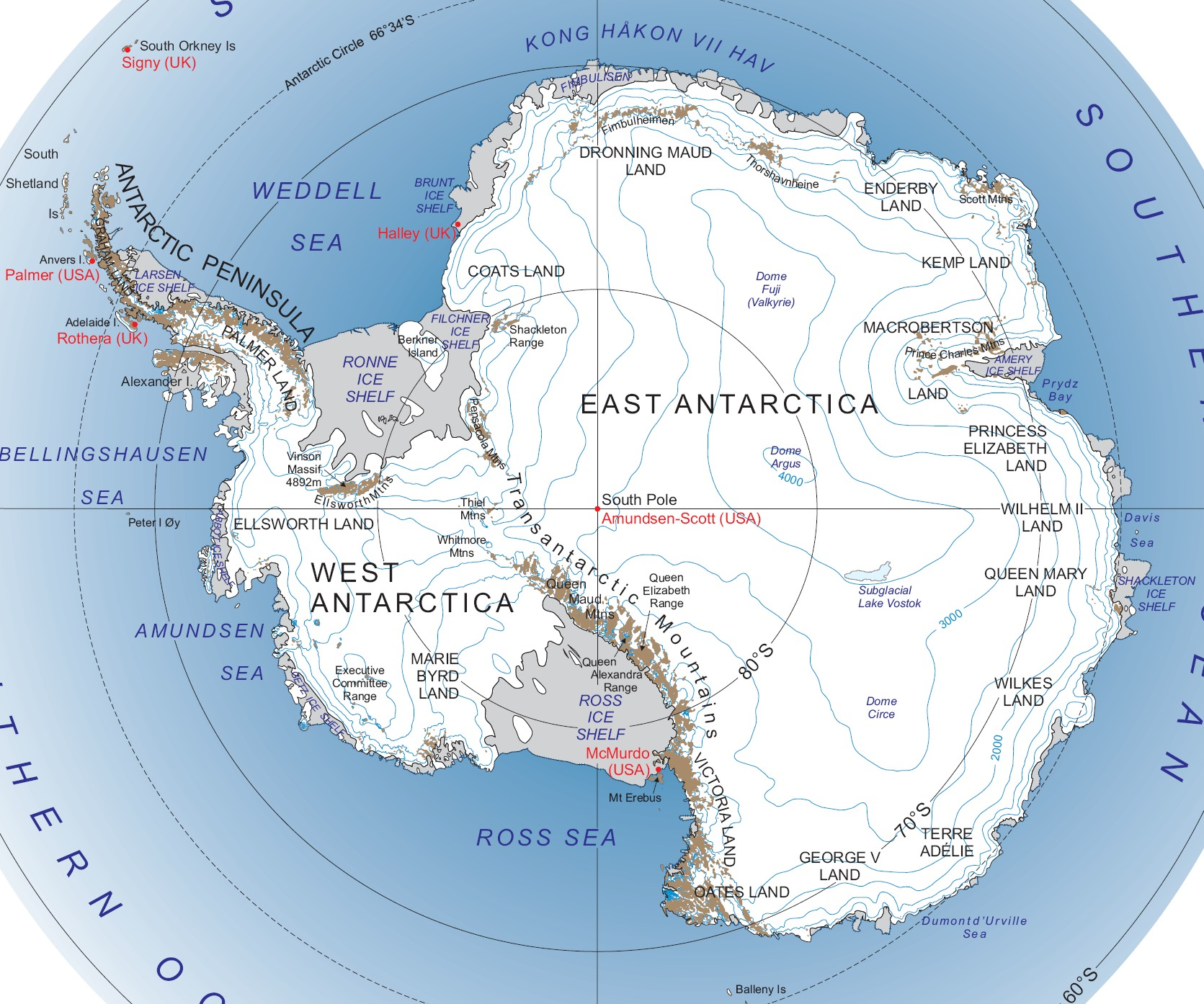
Антарктика

Консультативний комітет з назв в Антарктиці (англ. Editing Advisory Committee on Antarctic Names — ACAN або US-ACAN) — консультативний комітет США з географічних назв в Антарктиці відповідальний за рекомендації присвоєння імен географічним об'єктам в цій частині світу. Сполучені Штати не визнають територіальних меж і територіальних претензій деяких країн на окремі території в межах Антарктиди. Тому ACAN присвоює і буде присвоювати імена об'єктам в будь-якому місці в межах континенту, в консультації з іншими національними номенклатурними органами, де це доречно.
ACAN має опубліковану політику найменування об'єктів, засновану на пріоритеті застосування, та ступеня доцільності, в якій використання імені стало вкоріненим на практиці.
Більшість великих географічних об'єктів в Антарктиці були відкриті, названі і нанесені на карту, але переважна кількість вторинних об'єктів раніше були лише частково окреслені, але залишаються неназваним.
Відповідно до опублікованої політики ACAN, рішення по антарктичних назвах приймаються на основі: 
- пріоритету заявки;
- доречності використання імені;
- в якій мірі використання назв вже вкоренилися у вжитку.

Громадянство лауреатів, на честь яких називають об'єкти, не є чинником у розгляді особистих імен, а лише ступінь вкладу, який вони зробили у вивчення Антарктики, а також забезпечення максимально можливої об'єктивності у визначенні доцільності присвоєння імен.

## Історія
Комітет був створений у 1943 році як Спеціальний комітет з антарктичних назв (SCAN або Special Committee on Antarctic Names). 
1947 року він став Консультативним комітетом з антарктичних назв. 
В 1949-1980 роки секретарем комітету був Фред Г. Альбертс.
До 1959 року була досягнута структурована номенклатура, що дозволило провести подальші дослідження, структуроване картографування регіону та унікальну систему назв. 
У 1990 р. ACAN-довідник Антарктиди налічував 16 000 назв.